# جان ميشال فيري
جان ميشال فيري (بالفرنسية: Jean-Michel Ferri)‏ هو لاعب كرة قدم فرنسي في مركز الدفاع، ولد في 9 سبتمبر 1969 في ليون في فرنسا. شارك مع منتخب فرنسا لكرة القدم. أما مع النوادي، فقد لعب مع إسطنبول سبور ونادي سوشو ونادي ليفربول ونادي نانت.

## وصلات خارجية
- جان ميشال فيري على موقع اتحاد تركيا (لاعب) (الإنجليزية)
- جان ميشال فيري على موقع قاعدة بيانات كرة القدم.إي يو (الإنجليزية)
- جان ميشال فيري على موقع ناشيونال فوتبول تيمز (الإنجليزية)
- جان ميشال فيري على موقع عالم كرة القدم.نت (الإنجليزية)